# Эрдемли
Эрдемли (тур. Erdemli) — город и район (илче) в провинции (иле) Мерсин (Турция).

## История
Эти места были населены с античных времён. Ими владели персы, греки, римляне, византийцы, армяне, турки-сельджуки, и в итоге они вошли в состав Османской империи.

## Муниципалитеты
На территории района располагаются следующие населённые пункты городского типа, обладающие статусом муниципалитетов:
- Эрдемли — районный центр
- Арпачбахшиш (тур. Arpaçbahşiş)
- Аяш (тур. Ayaş)
- Чешмели (тур. Çeşmeli)
- Эсенпынар (тур. Esenpınar)
- Каргыпынары (тур. Kargıpınarı)
- Кызкалеси (тур. Kızkalesi)
- Коджахасанлы (тур. Kocahasanlı)
- Кумкую (тур. Kumkuyu)
- Лимонлу (тур. Limonlu)
- Тёмюк (тур. Tömük)